# 月半愛麗絲
《月半爱丽丝》（英語：Oversize Love），是一部于2018年拍攝，2020年上映的愛情电影。由关晓彤、黄景瑜领衔主演。2018年12月4日於廈門開機，2019年1月22日殺青。原定於2020年3月6日上映，惟因新型肺炎影響撤档，其後重新定檔於2020年10月30日上映。
此電影亦為音樂人趙英俊生前最後一部電影。

## 劇情介紹
影片讲述“胖女孩也有春天”的故事，胖女孩林晓曦（关晓彤 飾）热衷追星，她的青梅竹马兼音乐才子韩冰（黄景瑜 饰）一直默默暗恋她，却为了满足她和大帅哥谈恋爱的愿望陪她减肥。

## 演员列表

### 主要演员
| 演员姓名 | 角色名称      | 介绍     |
| 关晓彤   | 林晓曦/愛麗絲 | 胖女孩   |
| 黄景瑜   | 韩冰          | 音乐才子 |

### 其他演员
| 演员姓名 | 角色名称 | 介绍 |
| 官鸿     | 黄可     |      |
| 卢杉     | 宋文璐   |      |
| 潘一飞   | James    |      |
| 范明     | 耿叔     |      |
| 羅家英   | 神秘老人 |      |
| 趙英俊   | 熱哥     |      |

## 奖项
| 年份 | 奖项           | 分类             | 提名者         | 是否得奖 | 备注  |
| ---- | -------------- | ---------------- | -------------- | -------- | ----- |
| 2021 | 第12届金扫帚奖 | 最令人失望影片   | 《月半爱丽丝》 | 獲獎     | [ 3 ] |
| 2021 | 第12届金扫帚奖 | 最令人失望导演   | 张林子         | 提名     | [ 3 ] |
| 2021 | 第12届金扫帚奖 | 最令人失望男演员 | 黄景瑜         | 提名     | [ 3 ] |
| 2021 | 第12届金扫帚奖 | 最令人失望女演员 | 关晓彤         | 提名     | [ 3 ] |